# Сирийская коммунистическая партия (объединённая)
Сирийская коммунистическая партия (объединённая) (араб. (الحزب الشيوعي السوري (الموحد‎) — коммунистическая партия в Сирии.

## История
Создана в 1986 в результате откола от Сирийской коммунистической партии проперестроечной фракции, возглавляемой Юсефом Фейсалом; первоначально носила такое же название.
После смерти Хафеза Асада партия начала публикацию газеты «Ан-Нур» («Свет»).
В марте 2011 прошёл 11 съезд партии, на котором Первым секретарём был вновь избран Хунеин Немер.
После падения режима Башара Асада в своём заявлении поддержала переходное правительство и призвала к принятию новой конституции.
29 января 2025 года партия была запрещена переходным правительством Сирии из-за своей поддержки прежнего режима. Запрет был осуждён Иракской коммунистической партией и Коммунистической партией Иракского Курдистана.